# Wskaźnik ufności konsumenckiej

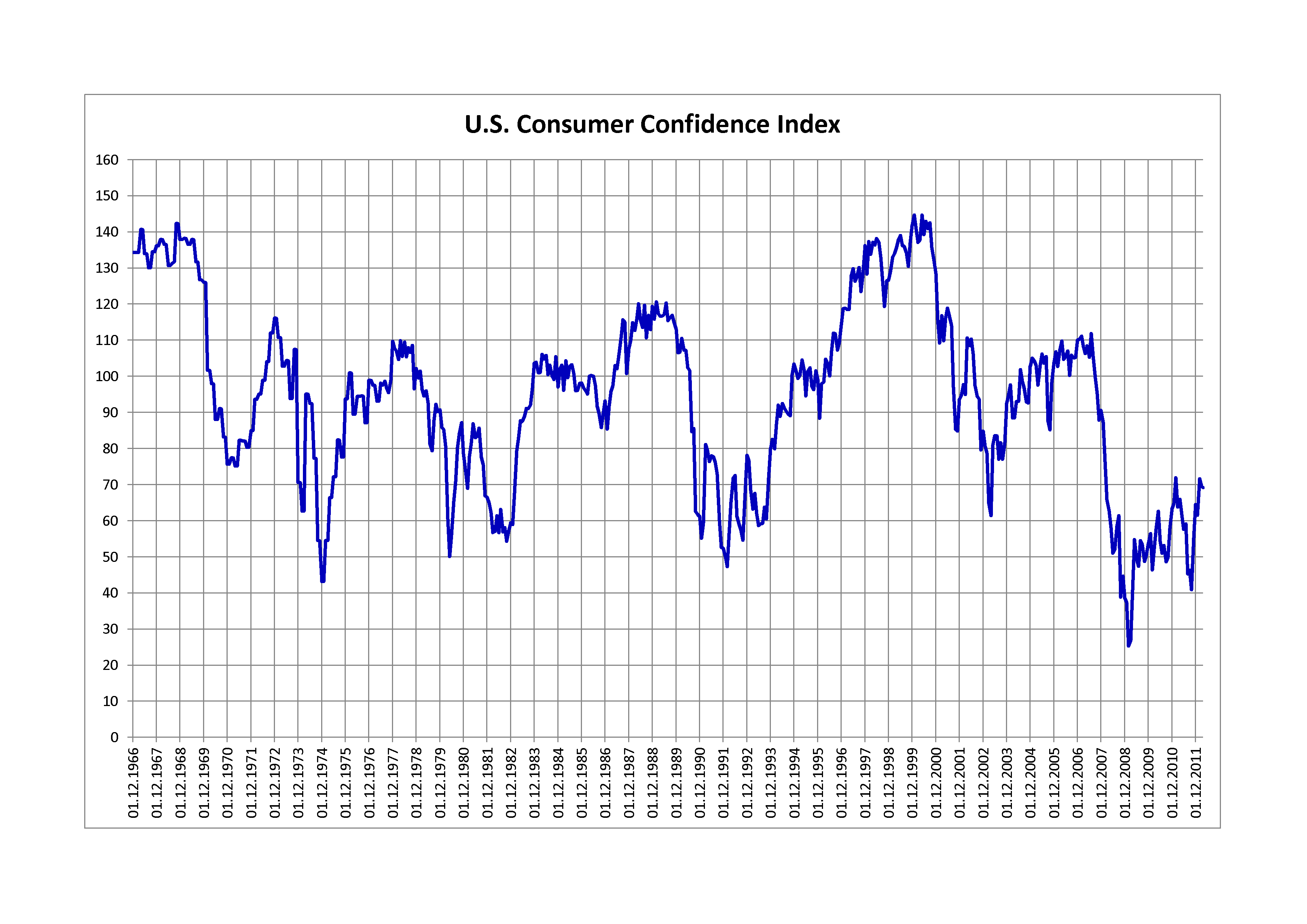
Wskaźnik ufności konsumenckiej dla Stanów Zjednoczonych w latach 1966–2012

Wskaźnik ufności konsumenckiej, wskaźnik zaufania konsumentów, CCI (od ang. consumer confidence index) – amerykański wskaźnik mierzący ufność konsumencką, wyrażany jako poziom optymizmu dotyczącego sytuacji gospodarczej przejawiającego się w wysokości oszczędności i wydatków konsumentów. Wartość wskaźnika jest publikowana przez The Conference Board, niezależną, ekonomiczną organizację zajmującą się badaniami dotyczących konsumentów. Bazuje on na opinii 5000 gospodarstw domowych. Pomiar wskaźnika pozwala oszacować udział konsumpcji w produkcie krajowym brutto. Jest on uwzględniany przez Fed podczas szacowania zmian stóp referencyjnych, wpływa także na ceny akcji.
Wskaźnik powstał w 1967. Jego wynik jest odnoszony do wartości z 1985 równej 100. Rok ten został wybrany, gdyż właśnie w nim nie nastąpiły żadne zmiany w wysokości wskaźnika względem poprzedniego roku. Wskaźnik jest liczony każdego miesiąca na podstawie ankiet przeprowadzanych z przedstawicielami gospodarstw domowych. Oceniają oni obecny i przyszły stan gospodarki. Ocena pierwszego czynnika stanowi 40% wartości indeksu, oczekiwań konsumentów pozostałe 60%. Na własnej stronie internetowej The Conference Board definiuje wskaźnik jako „miesięczny raport podający w szczegółach konsumenckie postawy oraz kształtowanie się wielkości zakupów, z danymi według płci, wieku i regionu”.

## Kalkulacja
Wskaźnik bazuje na założeniu, że większa ufność konsumencka oznacza wzrost gospodarczy, który przekłada się następnie na większą ilość wydanych pieniędzy oraz wzrost konsumpcji. Niższa ufność spowoduje nadejście spowolnienia gospodarczego, przez co konsumenci są skłonni mniej wydawać. Głównym zadaniem wskaźnik jest wykazanie, że im większą ufność konsumenci mają w pozytywną sytuację gospodarczą, ich miejsca pracy i dochody, tym więcej wydają. Pogarszająca się ufność może tym samym sygnalizować rychłe pojawienie się problemów z gospodarką kraju.
Każdego miesiąca The Conference Board przepytuje pięć tysięcy gospodarstw domowych. Średnio otrzymywanych jest trzy tysiące odpowiedzi. Kwestionariusz składa się z pięciu pytań i poruszone są w nim następujące tematy:
- obecna sytuacja gospodarcza
- sytuacja gospodarcza w przeciągu następnych sześciu miesięcy
- obecna sytuacja na rynku pracy (liczba miejsc pracy)
- sytuacja na rynku pracy w przeciągu następnych sześciu miesięcy
- dochód gospodarstwa domowego w przeciągu następnych sześciu miesięcy

Uczestnicy badania mogą odpowiedzieć na każde pytanie odpowiedzieć wariantami: „pozytywna” „negatywna” „neutralna”. Wstępne wyniki badania są publikowane ostatniego czwartku każdego miesiąca o godzinie 10:00 czasu wschodniego. Gdy tylko zostają zebrane wszystkie dane, proporcja określana jako „wartość relatywna” jest obliczana dla każdego, poszczególnego pytania. Liczba pozytywnych odpowiedzi dzielona jest przez sumę neutralnych i negatywnych. Relatywna wartość jest następnie porównywana do wartości z 1985. Ich porównanie stanowi „wartość wskaźnikową” każdego pytania. Średnia z nich tworzy wskaźnik ufności konsumenckiej; średnia z pytań dotyczących sytuacji bieżącej stanowi wskaźnik bieżący, a średnia z pozostałych wskaźnik oczekiwań. Dane są liczone dla Stanów Zjednoczonych jako całości oraz dla każdego z dziewięciu regionów według podziału United States Census Bureau.

## Użycie
Producenci przemysłowi, handlowcy, banki i rząd obserwują comiesięczne zmiany wskaźnika, jako jeden z czynników wpływający na podejmowane w danym czasie decyzje. Ruch nieprzekraczający 5% nie niesie ze sobą zauważalnych konsekwencji; jeżeli ten poziom zostanie przekroczony, oznacza to zmianę w tendencji gospodarki.
Regularny spadek wartości wskaźnika sugeruje, że konsumenci mają coraz większe obawy dotyczące utrzymania ich stanowisk pracy. Zatem producenci mogą oczekiwać, że odbiorcy dóbr mogą zacząć unikać dokonywania zakupów, zwłaszcza droższych towarów i usług. Mogą oni w odpowiedzi na te tendencje zmniejszać zapasy oraz przekładać i rezygnować z podejmowania nowych projektów inwestycyjnych. To z kolei spowoduje, iż banki odnotują spadek liczby udzielanych kredytów, wniosków o hipoteki, co świadczy o obniżeniu aktywności gospodarczej. W warunkach obniżającego się wskaźnika rząd może podjąć stosowne działania w zakresie polityki fiskalnej lub pieniężnej.
W przeciwnej sytuacji, przy rosnącym wskaźniku zaufania konsumentów, producenci mogą zwiększyć produkcję oraz zatrudnienie. Banki mogą liczyć na wzrost liczby udzielanych kredytów, sektor budownictwa na większą liczbę nowych zamówień. Natomiast rząd może oczekiwać większych wpływów z podatków wywołanych zwiększoną konsumpcją.

## Historia
Wskaźnik ufności konsumenckiej Conference Board od 1985 porównuje się do wartości bazowej równej 100, co od tej pory było uwzględniane w publikacjach. W tym roku też odniesiono do tej wartości poprzednie pomiary od 1966. Przeciętna wielkość wskaźnika w latach 1966–2007 wyniosła 98,7 punktu. Analogiczna wartość dla lat 2008-2012 osiągnęła 56,5 punktu, jako rezultat ówczesnego spowolnienia gospodarczego. Średnia łączna dwóch okresów wynosi 94,1 punktu. Według Conference Board granicą, od której zaczyna się rozwój gospodarczy, jest 90 punktów. Przeciętna wielkość wskaźnika w warunkach pozytywnej koniunktury sięga 110 punktów.
W styczniu i maju 2000 roku wskaźnik osiągnął swój rekord w największej wartości, która wyniosła 144,7 punktu. Od 2007 znacząco pogorszyła się sytuacja na rynku pracy w Stanach Zjednoczonych, co skutkowało obniżeniem się realnych dochodów oraz wzrostem bezrobocia. W związku z tym w lutym 2009 wskaźnik ufności konsumenckiej zanotował najniższą wartość w historii, w wysokości 25,3 punktu. Wskaźnik bieżącej sytuacji oraz oczekiwań zareagowały podobnie na pogarszającą się sytuację gospodarczą.
Bieżąca sytuacja została najlepiej oceniona w lipcu 2000 roku. Wskaźnik wyniósł wtedy rekordowe 186,8 punktu. W grudniu 2009 jego wartość wyniosła zaledwie 20,2 punktu. Niżej znajdowała się jedynie w trakcie recesji w latach 1980–1982. Wtedy ten podwskaźnik wyniósł 15,9 punktu. Wskaźnik oczekiwań wzrósł w styczniu 2000 do poziomu 119,1 punktu. Było to kilka punktów mniej od rekordu dla tego podwskaźnika, który wyniósł 124,3 punktu i został osiągnięty w maju 1983. Najgorszym wynikiem dla niego było 27,3 punktu z lutego 2009.
W lutym 2011 nastąpiła zmiana w metodologii liczenia wskaźnika oraz instytucji współpracujących przy jego konstrukcji. Firma The Nielsen Company przejęła prowadzenie comiesięcznych ankiet dla Conference Board od Taylor Nelson Sofres (TNS). Wprowadzono dobór próby i klasyfikację wskaźnika za pomocą wag dla wieku, miejsca zamieszkania, płci i dochodów; dokonywano wyrównań sezonowych za pomocą X-12-ARIMA autorstwa United States Census Bureau. Te zmiany spowodowały zwiększenie zaufania wśród konsumentów. Wynik za listopad 2010 wyniósł, wyliczony w nowej metodologii, 57,8 punktu (wcześniej 54,3 punktu). Największa różnica między sposobami liczenia nastąpiła dla grudnia 2010, gdyż wyniosła ona nieco ponad 10 punktów (według nowej metodologii 63,4 punktu, według starej 53,3 punktu). Od lutego 2011 nie podawano już wyniku wskaźnika liczonego poprzednimi metodami.

## Wskaźnik ufności konsumenckiej a dane makroekonomiczne w Stanach Zjednoczonych
Zaufanie konsumentów liczone tym wskaźnikiem jest skorelowane z bezrobociem, inflacją i wysokością realnych dochodów. Istnieje nawet silniejsze powiązanie z zachowaniami konsumentów. Siła korelacji nie jest jednolita.
Inflacja i wzrost gospodarczy są wyliczane w Stanach Zjednoczonych od 1996 metodą regresji hedonicznej. Pozwala ona dokonać próby oszacowania zwiększenia jakości produktów pod kątem ilościowym. To prowadzi do obniżenia wskaźnika inflacji oraz w zależności od oceny stanu i branży do powiększonego o 30% wyniku wzrostu gospodarczego. Dobrobyt socjalny także ma swój wpływ na formowanie się inflacji. Polityka płacowa jest także częściowo dyktowana wysokością stopy inflacji.
Poniższa tabela porównuje wskaźnik ufności konsumenckiej Conference Board oraz jego składowe ze stopą bezrobocia, zarówno oficjalną, jak i pracy poniżej własnych kwalifikacji (underemployment) oraz inflacji. W Stanach Zjednoczonych obowiązuje sześć różnych metod liczenia bezrobocia (U-1 do U-6), przy czym metoda U-3 jest uznawana za najbardziej powszechną, natomiast U-6 służy do szacowania niewykorzystanego potencjału pracy.
| Data                 | Wskaźnik łączny w punktach | Wskaźnik bieżący w punktach | Wskaźnik oczekiwań w punktach | Bezrobocie w % | Niewykorzystanie potencjału (rynek pracy) w % | Inflacja w % |
| -------------------- | -------------------------- | --------------------------- | ----------------------------- | -------------- | --------------------------------------------- | ------------ |
| 31 grudnia 1980(dts) | 78,6                       | 59,9                        | 91,1                          | 7,2            | 10,1                                          | 12,5         |
| 31 grudnia 1985(dts) | 98,2                       | 98,2                        | 98,2                          | 7,0            | 10,6                                          | 3,8          |
| 31 grudnia 1990(dts) | 61,2                       | 63,3                        | 59,8                          | 6,3            | 8,2                                           | 6,1          |
| 31 grudnia 1995(dts) | 99,2                       | 109,6                       | 92,3                          | 5,6            | 10,0                                          | 2,5          |
| 31 grudnia 2000(dts) | 128,6                      | 176,1                       | 96,9                          | 3,9            | 6,9                                           | 3,4          |
| 31 grudnia 2005(dts) | 103,8                      | 120,7                       | 92,6                          | 4,9            | 8,6                                           | 3,4          |
| 31 grudnia 2010(dts) | 63,4                       | 28,8                        | 86,5                          | 9,4            | 16,6                                          | 1,5          |
| 31 grudnia 2011(dts) | 64,8                       | 46,5                        | 77,0                          | 8,5            | 15,2                                          | 3,0          |

## Najlepsze i najgorsze wyniki
Tabela przedstawia najlepsze i najgorsze wyniki wskaźnika ufności konsumenckiej od 1967.
| Miejsce | Data             | Wartość |
| ------- | ---------------- | ------- |
| 1       | styczeń 2000     | 144,7   |
| 2       | maj 2000         | 144,7   |
| 3       | lipiec 2000      | 143,0   |
| 4       | wrzesień 2000    | 142,5   |
| 5       | październik 1968 | 142,3   |
| 6       | grudzień 1999    | 141,7   |
| 7       | luty 2000        | 140,8   |
| 8       | sierpień 2000    | 140,8   |
| 9       | kwiecień 1968    | 140,7   |
| 10      | czerwiec 2000    | 139,2   |
| 11      | czerwiec 1999    | 139,0   |
| 12      | luty 1969        | 138,2   |
| 13      | czerwiec 1998    | 138,2   |
| 14      | luty 1968        | 137,9   |
| 15      | grudzień 1968    | 137,9   |
| 16      | czerwiec 1969    | 137,9   |
| 17      | maj 1999         | 137,7   |
| 18      | kwiecień 2000    | 137,7   |
| 19      | luty 2000        | 137,4   |
| 20      | kwiecień 2000    | 137,2   |

| Miejsce | Data             | Wartość |
| ------- | ---------------- | ------- |
| 1       | luty 2009        | 25,3    |
| 2       | marzec 2009      | 26,9    |
| 3       | styczeń 2009     | 37,4    |
| 4       | grudzień 2008    | 38,6    |
| 5       | październik 2008 | 38,8    |
| 6       | kwiecień 2009    | 40,8    |
| 7       | październik 2011 | 40,9    |
| 8       | grudzień 1974    | 43,2    |
| 9       | listopad 2008    | 44,7    |
| 10      | sierpień 2011    | 45,2    |
| 11      | luty 2010        | 46,4    |
| 12      | wrzesień 2011    | 46,4    |
| 13      | luty 1992        | 47,3    |
| 14      | lipiec 2009      | 47,4    |
| 15      | wrzesień 2010    | 48,6    |
| 16      | październik 2009 | 48,7    |
| 17      | czerwiec 2009    | 49,3    |
| 18      | październik 2010 | 49,9    |
| 19      | maj 1980         | 50,1    |
| 20      | styczeń 1992     | 50,2    |

## Wyniki za poszczególne lata
Tabela przedstawia najwyższą, najniższą i końcową wartość wskaźnika ufności konsumenckiej za dany rok od 1967.
| Rok  | Najwyższa wartość | Najniższa wartość | Wartość końcowa | Średnia |
| ---- | ----------------- | ----------------- | --------------- | ------- |
| 1967 | 140,7             | 130,1             | 136,1           | 134,8   |
| 1968 | 142,3             | 130,7             | 137,9           | 136,0   |
| 1969 | 138,2             | 126,0             | 126,0           | 133,9   |
| 1970 | 126,0             | 75,7              | 75,7            | 93,8    |
| 1971 | 85,0              | 75,2              | 85,0            | 79,6    |
| 1972 | 116,1             | 85,0              | 116,1           | 100,7   |
| 1973 | 116,1             | 70,6              | 70,6            | 102,1   |
| 1974 | 95,1              | 43,2              | 43,2            | 73,2    |
| 1975 | 93,7              | 43,2              | 93,7            | 70,3    |
| 1976 | 101,0             | 87,1              | 98,9            | 93,8    |
| 1977 | 109,7             | 93,1              | 109,7           | 98,0    |
| 1978 | 109,9             | 96,5              | 102,2           | 106,0   |
| 1979 | 101,5             | 79,4              | 90,7            | 91,9    |
| 1980 | 87,2              | 50,1              | 78,6            | 73,8    |
| 1981 | 86,9              | 66,6              | 66,6            | 77,4    |
| 1982 | 64,9              | 54,3              | 59,5            | 59,0    |
| 1983 | 103,6             | 59,0              | 103,6           | 85,7    |
| 1984 | 106,1             | 97,0              | 97,0            | 102,3   |
| 1985 | 104,4             | 96,0              | 98,2            | 100,0   |
| 1986 | 100,2             | 85,8              | 93,2            | 94,7    |
| 1987 | 115,7             | 85,4              | 107,7           | 102,6   |
| 1988 | 120,2             | 109,9             | 119,4           | 115,2   |
| 1989 | 120,7             | 113,0             | 113,0           | 116,8   |
| 1990 | 110,6             | 61,2              | 61,2            | 91,5    |
| 1991 | 81,1              | 52,5              | 52,5            | 68,5    |
| 1992 | 78,1              | 47,3              | 78,1            | 61,6    |
| 1993 | 79,8              | 58,6              | 79,8            | 65,9    |
| 1994 | 103,4             | 79,9              | 103,4           | 90,6    |
| 1995 | 104,6             | 94,6              | 99,2            | 100,0   |
| 1996 | 114,2             | 88,4              | 114,2           | 104,6   |
| 1997 | 136,2             | 118,5             | 136,2           | 125,4   |
| 1998 | 138,2             | 119,3             | 126,7           | 131,7   |
| 1999 | 141,7             | 128,9             | 141,7           | 135,3   |
| 2000 | 144,7             | 128,6             | 128,6           | 139,0   |
| 2001 | 118,9             | 84,9              | 94,6            | 106,6   |
| 2002 | 110,7             | 79,6              | 80,7            | 96,6    |
| 2003 | 94,8              | 61,4              | 94,8            | 79,8    |
| 2004 | 105,7             | 88,5              | 102,7           | 96,1    |
| 2005 | 106,2             | 85,2              | 103,8           | 100,3   |
| 2006 | 110,0             | 100,2             | 110,0           | 105,9   |
| 2007 | 111,9             | 87,8              | 90,6            | 103,4   |
| 2008 | 87,3              | 38,6              | 38,6            | 58,0    |
| 2009 | 54,8              | 25,3              | 53,6            | 45,2    |
| 2010 | 63,4              | 46,4              | 63,4            | 53,3    |
| 2011 | 72,0              | 40,9              | 64,8            | 58,1    |
| 2012 | 73,7              | 60,6              | 65,1            | 66,9    |